# Vernoil-le-Fourrier
Vernoil-le-Fourrier är en kommun i departementet Maine-et-Loire i regionen Pays de la Loire i nordvästra Frankrike. Kommunen ligger i kantonen Longué-Jumelles som tillhör arrondissementet Saumur. År 2022 hade Vernoil-le-Fourrier 1 330 invånare.

## Befolkningsutveckling
Antalet invånare i kommunen Vernoil-le-Fourrier
| Referens: INSEE |